# Washington (Indiana)
Washington az Amerikai Egyesült Államok Indiana államának Daviess megyéjének egy városa.  A város Daviess megye megyeszékhelye. A város, Indiana mikropoliszi statisztikai terület központja is, melybe a teljes Daviess megye beletartozik. Lakossága a 2010-es népszámláláskor 11 509 fő, 2017-ben pedig 31 648 fő volt.

## Története
Washingtont először 1815-ben vitték fel a térképre. A nevét Washington városi területéről kapta.
A vasút 1857-ben érte el a várost. 1889-re az Ohio and Mississippi Railway egyik legfontosabb raktára és javítóüzeme lett. A vonalat 1893-ban a Baltimore and Ohio Railroad vette át, ekkor mintegy 1000 munkás dolgozott a vállalatnál.
2013. november 17-én egy EF2 besorolású tornádó söpört végig a város nyugati szélén, mely 20 házat lerombolt, további húszat pedig jelentősen megkárosított.
A Történelmi Helyek Nemzeti Regiszterében a város következő épületei szerepelnek: Magnus J. Carnahan Ház, Daviess Megyei Bíróság, Thomas Faith Ház, Robert C. Graham Ház, Dr. John A. Scudder Ház, Washingtoni Történelmi Kereskedelmi Kerület és a Dr. Nelson Wilson Ház.

## Földrajz
Washington földrajzi helyzete  é. sz. 38° 39′ 30″, ny. h. 87° 10′ 30″38.658333°N 87.175000°W (38,658207, -8,.175111).
A 2010-es népszámlálás adatai szerint Washington teljes területe 12,35 km2 volt, melyből 12,25 km2 (vagyis a területének 99,22%-a) szárazföld, míg  0,1 km2 (0,78%) víz.

### Éghajlat
A terület éghajlatára a forró, párás nyár és az általában hűvös vagy hideg tél a jellemző. A Köppen éghajlat osztályozási rendszer szerint Washingto éghajlata párás szubtrópusi éghajlat, amit a térképeken Cfa-val jelölnek.

## Népessége

### 2010-es népszámlálás
A 2010-es népszámlálás alapján a városban 11 509 ember élt 4558 háztartásban 2849 családban. A népsűrűség 939,5 fő/km2 volt. Összesen 5067 lakóegység volt, melynek sűrűsége 1071, per km2 volt. A lakosság 89,2%-a fehér, 1,1%-a afrikai amerikai, 0,3%-a őshonos amerikai, 1,1% ázsiai, 0,1% pedig csendes-óceáni volt. A lakosság 6,4%-a egyébnek vallotta magát, 1,9% pedig több rasszhoz tartozónak számított.
4558 háztartás volt, melyeknek 33,4%-ában élt legalább egy 18 év alatti gyermek. 41,8%-ban összeházasodott párok éltek együtt, 15,2%-ot nő vezetett férj jelenléte nélkül, 5,5%-ban a háztartásban csak férfi élt, feleség nélkül, 37,5%-ban pedig nem egy családhoz tartozók éltek.
Az összes háztartás 31,8%-a egyszemélyes volt, melyből 14,9%-ban csak 65 év felettiek éltek. Egy háztartás átlagos mérete 2,43, míg egy család átlagos mérete 3,04 fő volt.
A lakosok medián életkora 37,3 év volt. A lakosok 25,9%-a 18 év alatti volt, 9,4% volt 18 és 24 év közötti, 24% volt 25 és 44 év között, 25,2% volt a 45-64 év közötti korcsoportban és 15,9% múlt el 65 éves. A lakosság 48,2%-a férfi volt, 51,8%-a nő.

## Oktatás
A városnak ingyen használható kölcsönzéssel is foglalkozó könyvtára van, a Washington Carnegie Public Library.

## Híres emberek
- Charles "Bud" Dant, zenész
- Don C. Faith, Jr., amerikai hadsereg
- Chuck Harmon, baseball játékos
- Leo Klier, kosárlabdázó
- Patrick Summers, karnagy
- Cody Zeller, kosárlabdázó
- Luke Zeller, kosárlabdázó
- Tyler Zeller, kosárlabdázó
- David "Big Dave" DeJernett, kosárlabdázó